# Веселка тяжіння
«Веселка тяжіння» (англ. Gravity’s Rainbow) — постмодерністський роман Томаса Пінчона, вперше опублікований 28 лютого 1973 року. Український переклад роману опублікований 2021 року у видавництві Жупанського.
Сюжет розгортається в Європі в кінці Другої світової війни, в центрі по розробці, виробництву та відправленню ракет Фау-2 для німецьких військ. Декілька персонажів відправляються на пошуки розкриття секрету таємничого пристрою під назвою «Schwarzgerät» («чорний блок»), який буде встановлений на ракеті з серійним номером «00000».
«Веселка тяжіння» представляє жанр трансгресивної літератури, який піддає сумнівам і інвертує соціальні стандарти девіантності і відрази, переступаючи межі західної культури і мислення. Роман часто відхиляється від традиційних елементів сюжету і розвитку персонажів, надаючи більшого значення спеціалізованим знанням найширшого спектру дисциплін.

## Структура і хронологія
Назва роману походить від «веселко-подібної» параболічної траєкторії ракети Фау-2, що створюється рухом під дією сили тяжіння після вимикання двигуна; і так само може бути вказівкою на «форму» сюжету, яку деякі критики знаходять круговою або циклічною, як справжня форма веселки. Це прямує за літературним традиціям романів «Поминки за Фіннеганом» Джеймса Джойса та «Людина довіри» Германа Мелвілла. «Веселка тяжіння» складається з чотирьох частин, кожна з яких складається з декількох епізодів, які графічно розмічені на частини серіями квадратів. Передбачається, що вони зображують перфорацію на бобіні кіноплівки або мають деяке відношення до інженерної міліметрівки, на якій написаний перший проект роману. Один з редакторів книги говорив, що квадрати натякають на цензуру листів солдатів їх близьким під час війни. В таких листах вирізані в цілях безпеки слова замінялися чорними квадратами або прямокутниками. Квадрати, що починають кожну з чотирьох частин, таким чином відображають не написані чи видалені стороннім редактором або цензором частини. Кількість епізодів у кожній частині несе в собі нумерологічне значення, яке, нарівні з символікою Таро, використовується протягом всього роману.

### Частина 1: По той бік нуля
Частина 1: «По той бік нуля» складається з 21 епізоду. Назва «По той бік нуля» пояснює відсутність повного зникнення умовного рефлексу, тобто, як показано в першій частині, Ласло Джамф знижує до нуля вплив подразників на Тайрона Слотропа в дитинстві, але «по той бік нуля все ще може тривати тихе згасання». Події цієї частини відбуваються під час різдвяного адвенту 18-26 грудня 1944 року. Епіграфом є цитата з памфлету Вернера фон Брауна 1962 року: «Природа не знає вимирання, тільки трансформацію. Все, чого мене навчила і продовжує вчити наука, це зміцнення віри в духовне існування після смерті»

### Частина 2: Un Perm' au Casino «Hermann Goering»
Частина 2: «Відпустка у казино «Герман Герінг» складається з 8 епізодів. Події цього розділу охоплюють п'ять місяців від Різдва 1944 року до Трійці 20 травня 1945 року. Епіграф цитує звернення Меріана Купера до Фей Рей до її героїні в фільмі «Кінг-Конг»: «У вас буде найвищий та найчорніший актор у Голлівуді»

### Частина 3: У Зоні
Частина 3: «У Зоні» складається з 32 епізодів. Дія третьої частини відбувається влітку 1945 року, але містить спогади, які стосуються подій часових рамок другий частини, що відбувалися між 18 травня і 6 серпня; дня першого вибуху атомної бомби і свята Преображення Господнього. Епіграф взято з «Чарівника з країни Оз», де Дороті, прибувши в Оз, показує свою дезорієнтацію в новому середовищі: «Тото, у мене таке відчуття, що ми вже не в Канзасі…».

### Частина 4: Протидія
Частина 4: «Протидія» складається з 12 епізодів. Сюжет цієї частини починається незабаром після 6 серпня 1945 року і охоплює період до 14 вересня того ж року, Дня Воздвиження Святого Хреста. Проста епіграфічна цитата: «Що?» пов'язана з Річардом Ніксоном і додана після завершення роботи над романом, натякаючи на Вотергейтський скандал. Оригінальний епіграф до цього розділу (як видно з читання попереднього варіанту книги) був уривком з тексту пісні Джоні Мітчелл «Кактусове дерево».

## Сюжет

### Зміст

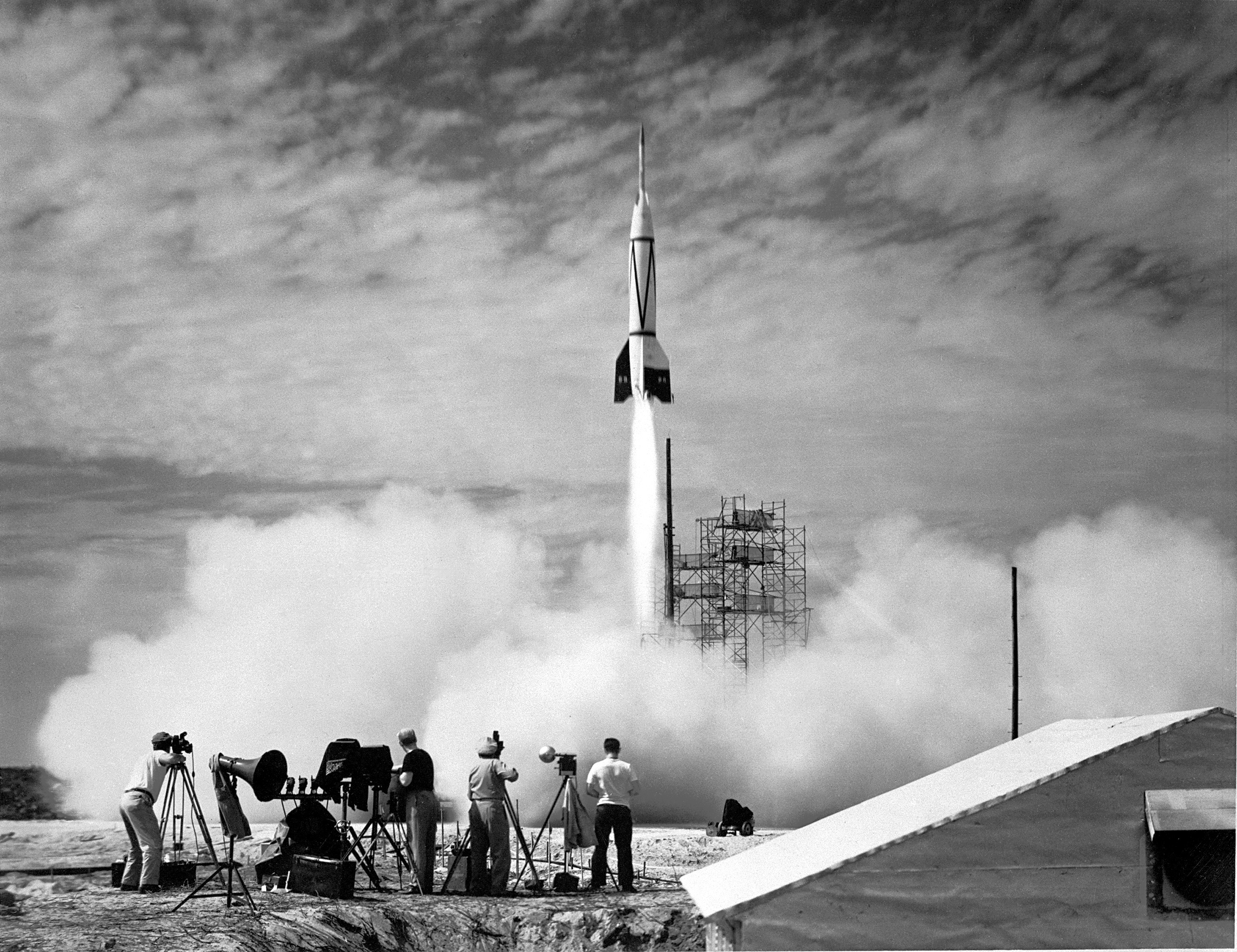
Запуск ракети Фау-2

Сюжет роману складний і складається з безлічі пересічних сюжетів, в яких беруть участь понад 400 персонажів. Об'єднуючими темами протягом роману є ракети Фау-2, взаємодія між свободою волі і кальвіністської зумовленістю, розрив природного кругообігу природи, поведінкова психологія, сексуальність, параноя і теорії змови про «Картелі Феба» і іллюмінати. «Веселка тяжіння» також значною мірою спирається на теми, з якими Пінчон, ймовірно, стикався у своїй роботі як технічний письменник для Boeing. Відомо, що архіви Boeing містять масивну бібліотеку історичних документів про ракети Фау-2, які, ймовірно, були доступні Пінчону. Розповідь у романі ведеться від різних осіб, ця техніка буде розвинена Пінчоном пізніше в романі «Супротидення». Стиль і тон оповідання відрізняється в залежності від провідного персонажа: деякі викладають сюжет у вкрай неформальному тоні, деякі частіше вдаються до особистої інтерпретації того, що відбувається, деякі навіть руйнують четверту стіну. Герої ведуть розповідь у різних формах: від сценарію для фільму до потоку свідомості.
З розвитком сюжету все більша увага приділяється темам Таро, параної і жертвоприношень. Ці три теми сягають найвищого ступеня наприкінці роману і в епілогах багатьох персонажів. У романі також присутній персонаж Піг Бодін з «V.», який пізніше стане візитною карткою складного і взаємозалежного вигаданого всесвіту Пінчона, з'являючись майже у всіх його творах.
Розповідь починається з того, що читач спостерігає Пірата Прентиса, спочатку уві сні, потім в його будинку в Лондоні часів війни. Далі Пірат разом з Роджером Мехіко і Стрілочником слідують на роботу в АХТУНГ, надсекретний військовий філіал, де читачеві представляють лейтенанта армії США Тайрона Слотропа, чия безладна історія стає основним сюжетом роману.
У першій частині діють безліч персонажів, включаючи Франца і Ліні Поклер, Роджера Мехіко і Джессіку, і Томаса Гвенхідві, багато з яких з'являться повторно лише на останніх сторінках роману. Взагалі ж більшість з чотирьохсот персонажів з'являються лише раз і служать для демонстрації значного масштабу та детальності всесвіту Пінчона. Слотроп також піддається різним психологічним тестам, багато з яких включають в себе прийняття амобарбитала. Метою тестування є вивчення обробки по системі Павлова дослідником Стрілочником.
У другій частині «Un Perm' au Casino Hermann Goering», Слотроп проходить таємну підготовку і, при загадкових обставинах, скеровується командуванням у казино «Герман Герінг» у нещодавно звільненій Франції, де і відбувається основна дія другої частини. Там він дізнається про ракету з нерегулярним серійним номером 00000 і компонентом, названому «S-Gerät» (скорочено від «Schwarzgerät», «чорний блок»), зробленому з невідомого досі пластику Іміполекс Г.
У третій частині «У Зоні», поки Слотроп продовжує свої пошуки, за ним починають стежити інші персонажі. Багато з них представлені нам як «тіні» і лише частково помічені головним героєм. Велика частина подій відбувається на поромі «Анубіс», за допомогою якого різні персонажі здійснюють подорожі в часі. Слотроп зустрічає і зав'язує тривалі відносини з Маргаритою Ердман, актрисою порнофільмів і мазохісткою. «У Зоні» також містить найдовший епізод роману, тривалу історію Франца Поклера, ракетного інженера, насильно рекрутованого для надання допомоги у виробництві «чорного блоку». У кінцевому рахунку 00000 запущений навесні 1945 року, ближче до кінця війни. Рокетмен виконує різні завдання для своїх і чужих потреб. Так триває, поки він не залишає регіон, прямуючи в північну Німеччину в пошуках 00000 і відповідей про своє минуле. Пізніше Слотроп повертається на «Анубіс», де знаходить Б'янку мертвою, що, можливо, служить причиною подальшого розпаду його психіки. Він продовжує паломництво по північній частині Німеччини, на різних етапах приміряючи особистості російського полковника і міфічного Героя Свині, в пошуках додаткової інформації про своє дитинство і 00000. У фіналі роману протагоністи по всьому світу обговорюють різні теми від Таро до смерті. До кінця «Протидії» з'ясовується, що «чорний блок» насправді капсула для утримання людини, створена Бліцеро. Історія запуску 00000 докладно описується спогадами оповідачів. Наприкінці фінального епізоду, розказаного частково від другої особи, ракета знижується над Британією. Таким чином, роман починається і закінчується ударом ракети Фау-2 під час війни у Великій Британії.

### Прив'язка до реальності

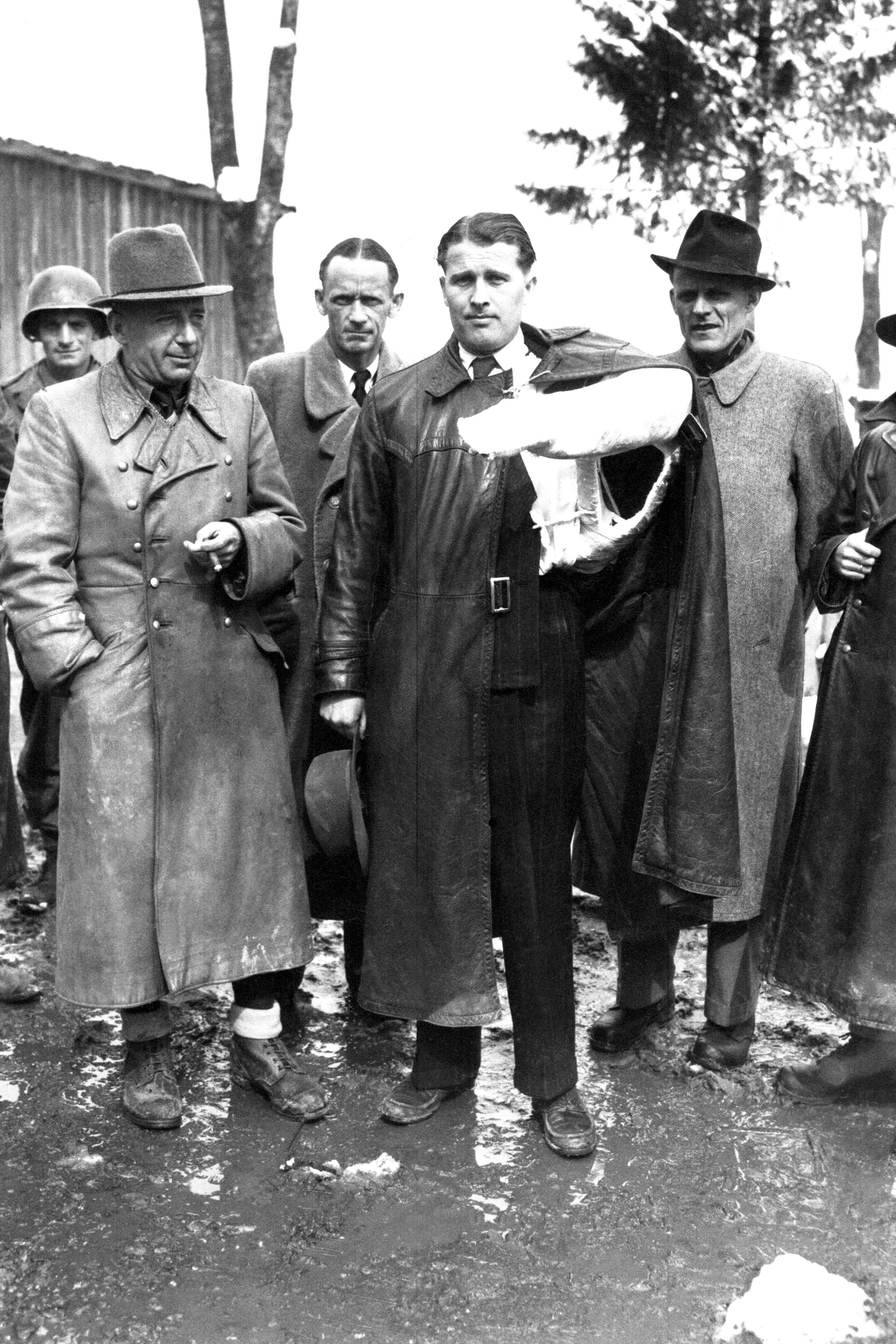
Цей образ Вернера фон Брауна згадується в оповіданні, даючи досить точні часові рамки для деяких подій в книзі.

Багато фактів у романі засновані на технічних документах, що відносяться до ракет Фау-2. Відсилання до праць І. П. Павлова, П. Д. Успенського та Юнга засновані на дослідженнях Пінчона. Послідовність команд запуску німецькою мовою, що прозвучали в кінці роману, також вірна і, ймовірно, скопійована з технічної доповіді, підготовленої в рамках операції «відповідь вогонь». Насправді 16 грудня 1944 року ракети Фау-2 потрапили в кінотеатр Rex в Антверпені, де близько 1200 людей дивилися кіно «Людина з рівнини», убивши 567 осіб. Це стало наймасовішим вбивством людей однієї ракетою протягом всієї війни.
Секретні військові організації, практикуючі окультні прийоми ведення війни, мали історичне значення в Аненербе та інших нацистських організаціях, в той час як союзні сили покладалися на обмежені дії певних осіб, таких як Луї де Уолс, який працював на MI5.
Крім цього в романі використовується безліч відсилань до реальних подій, що зміцнюють розуміння складної хронології оповідання. Прикладом може служити поява фотографії Вернера фон Брауна з гіпсом на руці. Історичні документи вказують час і місце нещасного випадку, в якому фон Браун отримав перелом, забезпечуючи тим самим опорні факти, за якими читач може відновити подорож Слотропа. Іншим прикладом є включення в мовну сітку радіо BBC виступи Бенні Гудмена, яке, згідно з історичними записами, відбувалося лише раз. Подальші історичні події, такі як бомбардування союзними силами Пенемюнде і Нордхаузена (розташованого недалеко від концтабору Дора-Міттельбау, де виробляли ракети Фау-2) також з'являються в романі для з'ясування послідовності розповіді.

## Стиль
Поет К. Е. Сиссман в огляді «Веселка тяжіння» для The New Yorker сказав про Пінчона:

«Він, майже математик прози, що знаходить найменшу та найбільшу напругу кожного слова і рядка, кожної гри слів і двозначності, може застосовувати ці знання практично без упущень йдучи на лякаючі та підбадьорливі лінгвістичні ризики. Таким чином, його дивно гнучка мова може спочатку описувати болючу й делікатну любовну сцену, а потім, без паузи, зареве звуками і відгомонами п'яної, розгнузданої оргії»— Sissman, L. E. Hieronymus and Robert Bosch: The Art of Thomas Pynchon. The New Yorker
.

## Критика
Роман отримав не лише високі похвали за інновації і складність, але також і достатню кількість критики. У 1974 році «Веселка тяжіння» була висунута на Пулітцерівську премію. Троє членів журі проголосували «за», решта одинадцять «проти» — у результаті номінація в цьому році залишилася без призера.
У 1973 році роман номінований на премію «Неб'юла» в номінації «кращий роман» і розділив у 1974 році приз U. S. National Book Award в номінації «художня література». 1974 року також був номінований на премію «Юпітер».
З моменту публікації «Веселка тяжіння» породила величезну кількість літературної критики і коментарів, в тому числі два посібники для читачів і кілька інтернет-узгоджень. Роман часто називають головним твором Томаса Пінчона. «Веселка тяжіння» включена до списку «100 кращих романів усіх часів» (кращі англомовні романи з 1923 по 2005 роки за версією Time), і на думку деяких критиків є одним з найвизначніших американських романів.

## Відображення в мистецтві

### Культурний вплив
Роман розглядається такими вченими, як Гвідо Альманси, як найбільша постмодерністська робота літератури XX-го століття.
Хоча книга отримала Національну книжкову премію 1974 року, Пінчон не прийняв цю нагороду. Томас Гінсберг з «Вікінг Прес» запропонував коміку Ирвину «Професор» Корі прийняти нагороду від його імені. Пінчон погодився, що призвело до одного з найбільш незвичайних виступів прийняття нагороди, який завершився пробігом голої людини через сцену посеред роздумів Корі.
«Веселка тяжіння» перекладена на німецьку мову лауреатом Нобелівської премії Ельфрідою Єлінек, і деякі критики вважають, що це мало великий вплив на її власний стиль творчості.

### Адаптації
Згідно документальної драми Роберта Брамкампа про Фау-2 і «Веселці тяжіння», названій «Prüfstand VII», ВВС почали в період між 1994 і 1997 роками проект з виробництва кіноадаптації «Веселки тяжіння». Деякі сцени з неї, разом з драматизованими епізодами з роману, включені в фільм Брамкампа, проте основна увага приділялася Пенемюнду і Фау-2.

### Музика
Текст пісні «Whip It» групи Devo, як стверджує Джеральд Касал, натхненний пародійними лімериками і поемами «Веселка тяжіння».
У 1984 році роман надихнув Лорі Андерсон на створення пісні «Gravity's Angel». У своєму автобіографічному виступі в 2004 році вона розповіла, що одного разу зв'язувалася з Пинчоном, щоб попросити схвалення на адаптацію «Веселки тяжіння» у вигляді опери. Пінчон відповів, що він дозволить їй зробити це з однією умовою - опера повинна бути написана для одного інструменту, а саме банджо. Андерсон сприйняла це як ввічливу відмову.
Німецька авангард-рок-група Cassiber включила тексти з роману в свій альбом 1990 року A Face We All Know. Використання текстів узгоджено з агентом Пінчона. Одна з пісень британської групи Klaxons з альбому Myths of the Near Future 2007 року носить назву «Веселка тяжіння».

### Образотворче мистецтво
Нью-Йоркський художник Зак Сміт створив серію з 760 малюнків під назвою «Одна картина для кожної сторінки роману Томаса Пинчона «Веселка тяжіння» (також відому під назвою Картини, які відбуваються на кожній сторінці роману Томаса Пінчона «Веселка тяжіння»). Малюнки, які займають одинадцять рядів і більше одинадцяти метрів на стіні в буквальному сенсі ілюструють кожну сторінку роману. Частина з них зображує пальми, взуття, м'які іграшки, лимонний торт безе, Річарда Ніксона, Зигмунда Фрейда, залізну жабу, підключену до електричної батареї, пані та інші образи з роману. Серія успішно прийнята на biennial 2004 року в Нью-Йорку і описана як «подвиг ескізів і концепцій» (Abbe, 2004). У листопаді 2006 року видавництво Tin House випустило книгу «Картини, які відбуваються на кожній сторінці роману Томаса Пінчона «Веселка тяжіння» (ISBN 097731278X).
У 1999 році картина американського художника Фреда Томаселлі, натхненна романом і названа «Веселка тяжіння», додана до постійної експозиції в Музеї американського мистецтва Уїтні в Нью-Йорку.

## Переклади українською
Українською мовою роман Пінчона «Веселка тяжіння» переклав Тарас Бойко.
- Пінчон, Томас. Веселка тяжіння: Томас Пінчон; роман; пер. з англ. Тарас Бойко. — К.: Видавництво Жупанського, 2021. — 848 с.[27].